# Artur Salcher
Artur Salcher, gelegentlich auch Arthur Salcher, (* 12. August 1894; † unbekannt) in Bregenz war ein österreichischer Ingenieur und nationalsozialistischer Funktionär, der ab 1938 Leiter des deutschen Reichspropagandaamts im Gau Salzburg war.
Er war Diplom-Ingenieur, beantragte am 12. Mai 1938 die Aufnahme in die NSDAP und wurde rückwirkend zum 1. Mai aufgenommen (Mitgliedsnummer 6.339.807). Nach dem "Anschluss Österreichs" und der Bildung des Reichspropagandaamts in Salzburg übernahm er dessen Leitung. Nach Ende des Zweiten Weltkrieges widmete er sich in Österreich verstärkt wieder seinem Beruf als Ingenieur für Dampfkessel.